# 細川博子
細川 博子（ほそかわ かねこ、1889年1月22日 - 1972年10月27日）は、日本の華族家の女性。侯爵・池田詮政の娘で、侯爵・細川護立の妻。

## 概要
旧岡山藩池田家第13代当主・池田詮政の長女として生まれる。母は薩摩藩第12代藩主・公爵・島津忠義の三女・充子（みちこ、1873年 - 1958年）。その後、肥後細川家第15代当主・細川護立と結婚し、近衞文麿の下で内閣総理大臣秘書官を務め、父同様に美術愛好家として知られた細川護貞と、葛城茂麿の妻・敏子を儲けた。孫は内閣総理大臣などを務めた細川護熙、近衞家当主の近衞忠煇、表千家の千宗左（14代）夫人・明子。